# Doloroso
Doloroso is een Italiaanse muziekterm met betrekking tot de manier waarop een stuk of passage uitgevoerd dient te worden. Men kan de term vertalen als smartelijk. Dit betekent dus dat, als deze aanwijzing wordt gegeven, men zo zal moeten spelen dat een bepaalde smartelijkheid in de voordracht tot uitdrukking komt. Deze aanwijzing heeft dus vooral betrekking op de voordracht van een stuk en niet zozeer op het tempo. Met de term bedoelt men vooral dat een bepaalde emotie tot uitdrukking moet komen, dit in tegenstelling tot een zeer statische of zakelijke voordracht. Een direct verwante muziekterm is dolente.
De aanwijzing con dolore (met smart) verschilt in de uitvoering (vrijwel) niet met de aanwijzing doloroso.